# Untere Kirche (Bieber)

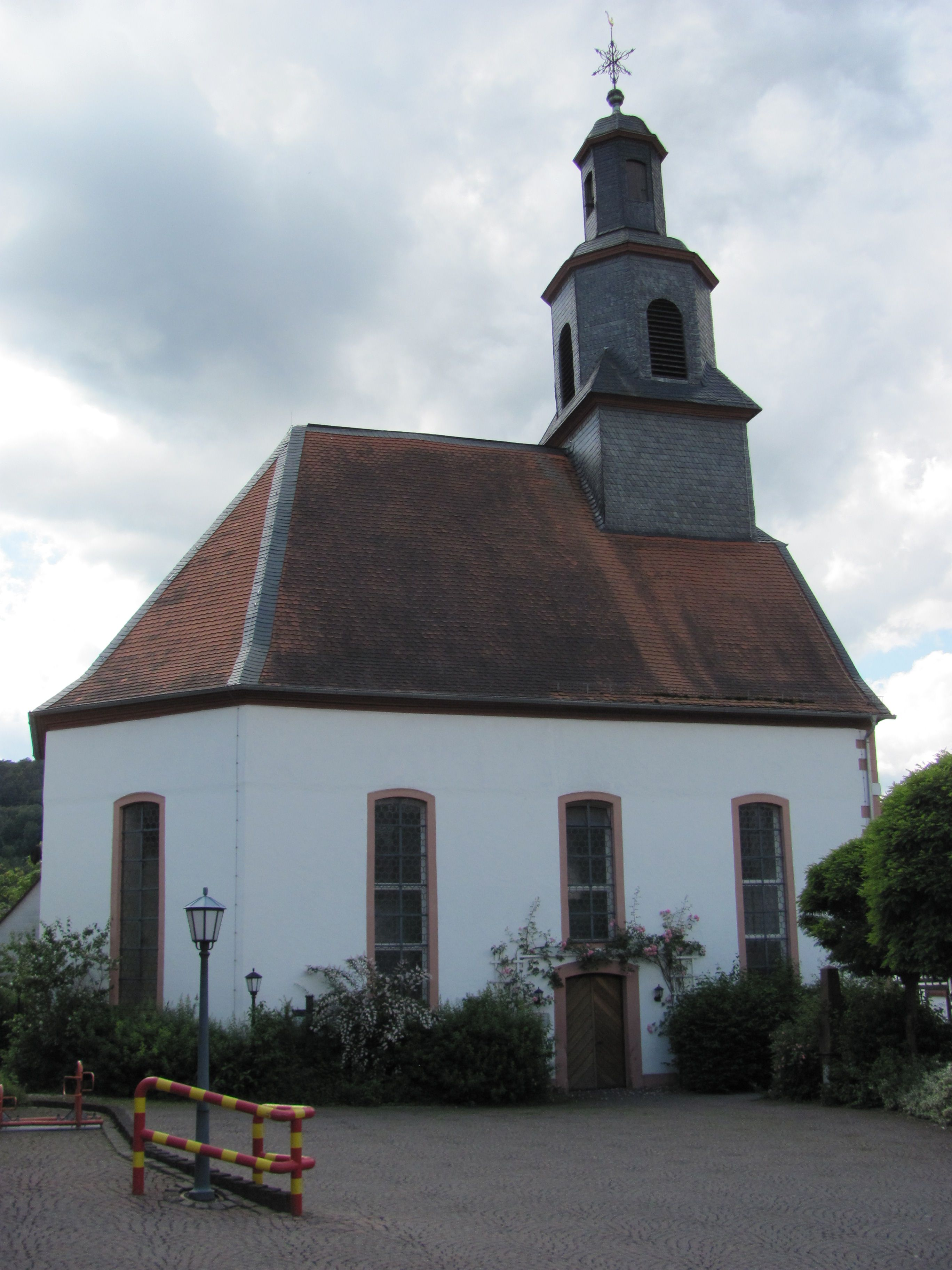
Untere Kirche in Bieber

Die Untere Kirche in Biebergemünd-Bieber im Main-Kinzig-Kreis (Hessen) ist die ehemals reformierte Kirche des Ortes. Die Evangelische Kirchengemeinde Biebergemünd gehört zum Kirchenkreis Kinzigtal im Sprengel Hanau-Hersfeld der Evangelischen Kirche von Kurhessen-Waldeck.

## Geschichte
Die mittelalterliche Dorfkirche von Bieber wurde während der Reformation in der Grafschaft Hanau-Münzenberg in der Mitte des 16. Jahrhunderts lutherisch. Nach dem Ende des Dreißigjährigen Krieges im Jahr 1648 gab es im Biebergrund keine Christen reformierter Konfession mehr; die Überlebenden wahren mehrheitlich lutherisch. Nach einem zuerst ausgebliebenen wirtschaftlichen Aufschwung im Zusammenhang des Bergbaus in Bieber siedelten sich ab den späten 1660er Jahren wieder reformierte Christen, überwiegend zugezogene Bergleute und herrschaftliche Beamte wie Juristen und Förster, in Bieber an. Um 1721 bildeten diese Christen eine eigene Gemeinde, die vom reformierten Pfarrer von Altenhaßlau, Johann Philipp Weitzel, versorgt wurden. Bis zum Jahr 1737 feierte dieser im Amt Bieber jedoch nur vierteljährlich Gottesdienste sowie das Heilige Abendmahl und übernahm geistliche Handlungen wie Taufen oder Beerdigungen. Im Anschluss übernahm sein Sohn, Johann Friedrich Weitzel, als erster reformierter Geistlicher im Amt Bieber die Arbeit; er starb jedoch im Alter von nicht ganz 30 Jahren am 5. März 1740. Die Pfarrstelle für die reformierten Christen in Bieber wurde 1737 gegründet, zu der auch der Schuldienst verbunden war. Ab dem Jahr 1738 fanden die reformierten Gottesdienste Saal des hiesigen herrschaftlichen Amtsgerichtes statt.
Aufgrund der stetig wachsenden Zahl an Gemeindemitgliedern der reformierten Gemeinde wurde es notwendig, einen eigenen Kirchenbau voranzubringen. Dem Bau vorangegangen war die Anfrage des damaligen reformierten Pfarrers Johann Philipp Horst und eine Genehmigung des Bauplatzes durch Superintendent Schiede sowie die Erteilung des Auftrags zur feierlichen Grundsteinlegung für den 7. Juni 1764. Nach rund dreijähriger Bauzeit und Kosten in Höhe von damals rund 187 Gulden wurde die neue reformierte Kirche ohne größere Zeremonien am 30. August 1767 durch den reformierten Superintendenten Schiede und dem reformierten Bieberer Pfarrer Jonas Bayer eingeweiht – die Untere Kirche. Für die reformierten Gläubigen hatte die Grundsteinlegung eine größere Bedeutung als die spätere Kircheneinweihung, was sich auch an dem oben genannten fehlenden Zeremoniell widerspiegelt. Das vereinzelt dennoch das Jahr 1767 als markanter Schnittpunkt in der reformierten Geschichte in Bieber verwendet wird und sich auch im Grundstein über den Haupteingang wiederfindet, lässt sich auf den lutherischen Einfluss zurückführen.
Mit der Hanauer Union, dem Zusammenschluss der beiden evangelischen Konfessionen 1818, wurde eines der Kirchengebäude im Amt Bieber überflüssig. Da die Hanauer Union vordergründig eine äußere Vereinigung war, um die innere Vereinigung zu fördern und anzubahnen, änderte sich in den meisten Gemeinden nicht viel: Die Mitglieder einer jeden ehemaligen Konfessionen blieben bei ihrer Kirche, die Gottesdienste wurden in ihrer ursprünglichen Form beibehalten und dem einzelnen Gläubigen wurde es überlassen, an welchem Katechismus es sich halten wollte. Nach 1818 übernahmen noch drei Pfarrer die seelsorgerische Betreuung für die (nunmehr ehemalige) reformierte Gemeinde in Bieber: Pfarrer Karl Faber (1821–1828), Pfarrer Samuel Stirn (1829–1833) und Pfarrer Jakob Gottlob Franz Wilhelm Rullmann (1835–1855). Somit erfolgte mit dem Fortgehen des Pfarrers Rullmann erst 17 Jahre nach der Hanauer Union der Zusammenschluss der Lutheraner mit den Reformierten. Somit endete nach rund 120-jähriger Dauer die Geschichte der reformierten Gemeinde in Bieber, die in diesem Zeitraum von insgesamt 16 Pfarrern betreut wurden.
Die evangelische Laurentiuskirche, die sich auf dem Römerberg oberhalb der Unteren Kirche befindet, wurde ab 1855 Hauptkirche der evangelischen Gemeinde, während die Untere Kirche nahezu unbenutzt blieb. Erst seit 1966 dient die Laurentiuskirche vorrangig als Friedhofskapelle und besonderen gottesdienstlichen Veranstaltungen, während die Untere Kirche heute die Hauptkirche der Gemeinde ist, in der an jedem Sonntag ein Gottesdienst stattfindet.

## Bauwerk
Die Kirche wurde nach einem Entwurf von Friedrich Hoffmann, der von Viktor Eggena überarbeitet wurde, in einem schlichten klassizistisch anmutenden Barockstil errichtet. Die Saalkirche hat einen dreiseitigen Abschluss mit einer zentral, hinter dem Altar angeordneten Kanzel an der fensterlosen Ostseite. Eine Empore läuft an drei Seiten des Kirchenschiffes um. Die bauzeitliche Ausstattung ist weitgehend erhalten. Ein zweistöckiger Dachreiter mit Haube ersetzt einen Kirchturm. Ludwig Bickell schreibt in seinem 1901 erschienenen Werk über das Aussehen der Kirche: „ein charakteristisches Beispiel einer schlichten protestantischen Predigtkirche“.
Die Kirche ist ein Kulturdenkmal aufgrund des Hessischen Denkmalschutzgesetzes.

## Orgel

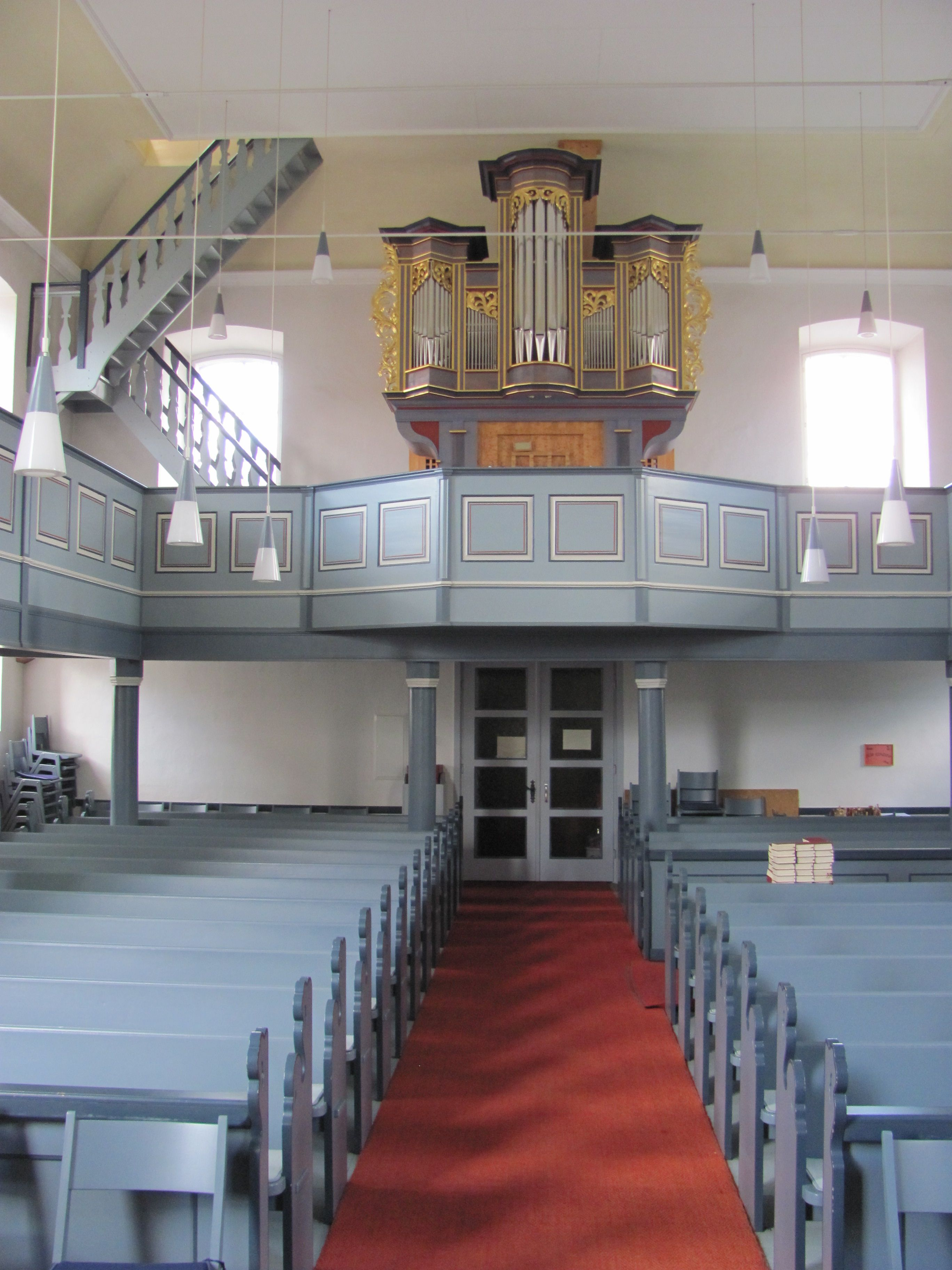
Innenraum mit Orgelprospekt

Im Jahr 1767 baute Johann Conrad Bürgy eine kleine neue Orgel mit fünf Registern. Die Gebr. Ratzmann ersetzten das Werk 1910 auf der Basis pneumatischer Kegelladen vollständig und veränderten auch den Prospekt. Bei einem Erweiterungsumbau durch Bernhard Schmidt im Jahr 1967 wurde ein zweites Manual mit elektrischer Traktur ergänzt (II/P/11). Andreas Schmidt baute im Jahr 2003 eine neue Orgel, integrierte sechs Ratzmann-Register und orientierte sich an dem alten Prospekt, von dem nur noch Einzelteile erhalten waren. Grundlage bildete eine Foto von Ludwig Bickell der nicht erhaltenen Orgel in Birstein von Peter Schleich (Lohr), dem die Orgel von 1767 zwischenzeitlich zugeschrieben wurde. Die heutige Disposition mit 14 Registern lautet in der Schreibweise am Spieltisch wie folgt:
| I Hauptwerk C–g3 |    |   |
| Principal        | 8′ |   |
| Gamba            | 8′ | R |
| Salicional       | 8′ | R |
| Octave           | 4′ |   |
| Gemshorn         | 4′ |   |
| Mixtur III       | 2′ | R |

| II Oberwerk C–g3 |       |   |
| Holzgedackt      | 8′    | R |
| Rohrflöte        | 8′    |   |
| Holzflöte        | 4′    |   |
| Quinte           | 2 ⁄3′ |   |
| Octave           | 2′    |   |
| Oboe             | 8′    |   |

| Pedal C–f1 |     |   |
| Subbaß     | 16′ | R |
| Violon     | 8′  | R |

- Koppeln: II/I, I/P, II/P

R = Ratzmann

## Glocken
Vor dem Ersten Weltkrieg verfügte die Untere Kirche über zwei Bronzeglocken der Fa. Henschel & Sohn, Kassel, die 1917 zu Kriegszwecken eingeschmolzen wurden. Nach dem Krieg erhielt die Untere Kirche eine Stahlglocke der Fa. Buderus aus Wetzlar, die zeitgleich mit den beiden Glocken der benachbarten Laurentiuskirche angeschafft wurde. Als die Untere Kirche im Jahre 1966 zur Gemeindekirche ernannt wurde, ergänzte man die Gussstahlglocke um zwei Bronzeglocken der Glocken- und Kunstgießerei Gebr. Rincker aus Sinn. Das Geläut hängt in einem stählernen Glockenstuhl an geraden Stahljochen und wird von Läutemaschinen der Herforder Elektromotoren-Werke (HEW) angetrieben. Die beiden Bronzeglocken wurden in einer schweren Rippe gegossen, um sich im Plenum gegen die Stahlglocke behaupten zu können. Der damalige Glockensachverständige Lingemann aus Edertal lobte in seinem Abnahmegutachten insbesondere die hohen Nachhallwerte des größeren der beiden Instrumente. Die Stahlglocke von 1920 war ursprünglich als a'-Glocke geplant, fiel jedoch einen Halbton zu hoch aus. Bei der Disponierung des neuen Geläutes berücksichtigte man bereits damals einen späteren Austausch der Stahlglocke gegen eine Bronzeglocke mit dem Nominal a', weshalb die ungewöhnliche Disposition des jetzigen Geläutes zustande kam. Somit lautet die Gesamttonfolge der Glocken beider evangelischer Kirchen in Bieber, die als ein zusammenhängendes Geläut genutzt werden, d' – fis' – ais' – h' – e''.
| Nr. | Name                | Inschrift                                                                    | Gießer                  | Material      | Gussjahr | Durchmesser in mm | Gewicht in kg | Nominal |
| --- | ------------------- | ---------------------------------------------------------------------------- | ----------------------- | ------------- | -------- | ----------------- | ------------- | ------- |
| 1   | Verkündigungsglocke | „O Land, höre des Herrn Wort“ „Geg. v. Buderus Wetzlar & F. W. Rincker Sinn“ | Buderus / F. W. Rincker | Eisenhartguss | 1920     | 960               |               | ais'    |
| 2   | Dankesglocke        | „Jauchzt alle Lande Gott zu Ehren“                                           | Gebr. Rincker, Sinn     | Bronze        | 1966     | 860               | 381           | h' +5   |
| 3   | Lobglocke           | „Lobet und preiset ihr Voelker den Herrn“                                    | Gebr. Rincker, Sinn     | Bronze        | 1966     | 675               | 201           | e'' +6  |